# Samsung Lions

Nhãn hiệu của Samsung Lions

Linh vật của Samsung Lions

Câu lạc bộ bóng chày Samsung Lions (tiếng Hàn: 삼성 라이온즈 야구단) là đội bóng chày chuyên nghiệp Hàn Quốc thành lập vào 1982. Nó có trụ sở nằm ở phía Nam thành phố Daegu và là thành viên của Tổ chức bóng chày Hàn Quốc. Sân vận động chủ nhà là sân vận động bóng chày Daegu. Họ đã thắng giải Hàn Quốc 6 lần. Họ hiện đang là nhà vô địch Hàn Quốc và cũng bảo vệ chức vô địch châu Á, trở thành động bóng đầu tiên (trừ Nhật Bản) chiến thắng giải đấu từ khi thành lập.
Samsung Lions thắng giải vô địch bóng chày Hàn Quốc trong 3 năm liên tiếp, đánh bại Doosan Bears trong vòng thứ 7.
Số đầu tiên về hưu trong tổ chức Samsung Lions là số 22, trong danh hiệu của sức mạnh và huyền thoại, Lee Man-Soo, người hiện đang là quản lý của SK Wyverns. Số thứ hai về hưu trong tổ chức Samsung Lions là số 10, trong danh dự của huyền thoại tay trái Yang Joon-Hyuk. Yang dẫn đầu giải đấu với bốn lần đánh bóng, và giữ sáu kỉ lục bao gồm kỉ lục chạy về đích với 351. Số dự kiến sẽ nghỉ hưu là số 36, Lee Seung-Yeop, người đã quay trở lại câu lạc bộ sau một thời gian với Nippon Professional Baseball.
Julio Franco của Atlanta Braves từng là thành viên của đội bóng này.

## Số đã nghỉ hưu
| Yang Joon-Hyuk RF, DH | Lee Man-Soo C |